# Os Escravos
Os Escravos é o título de um dos livros de poemas do escritor brasileiro Castro Alves, com temática centrada no drama da exploração dos escravos.

## Análise
Afrânio Peixoto registra que esta obra deu a Castro Alves, então o maior poeta lírico e épico do Brasil pelos livros Espumas Flutuantes e Hinos do Equador, o "renome de nosso único poeta social", e também como "poeta dos escravos" e "poeta republicano", no dizer de Joaquim Nabuco, e ainda o "poeta nacional, se não mais, nacionalista, poeta social, humano e humanitario", no dizer de José Veríssimo.
Peixoto ressalta que a obra propaga a causa abolicionista. Registra que seus primeiros versos pela libertação dos cativos datam de 1863, quando contava somente dezesseis anos de idade; a maioria deles, contudo, é de dois anos mais tarde, 1865, quando são publicados, declamados e divulgados em todo o país, antecedendo autores como Tavares Bastos e dando o prenúncio da geração que traria a luta pela causa antiescravidão como um dos ideais a ser perseguido e somente alcançado duas décadas depois.
José de Alencar, então, registrara, no artigo "Um Poeta" publicado em 22 de fevereiro de 1868, no Correio Mercantil: "Palpita em sua obra o poderoso sentimento de nacionalidade, essa alma que faz os grandes poetas, como os grandes cidadãos".
Ruy Barbosa, no seu "Elogio de Castro Alves", de 1881, diz que o poeta nestes versos 
"...escreveu o poema da nossa grande questão social e da profunda aspiração nacional que a tem de resolver." E, mais, que reunia os "fragmentos admiráveis da grande obra de que seu escopro talhou apenas membros dispersos, mas que, não obstante, ficará sendo no Brasil 'o poema dos escravos'" (...) "o poema do desespero do escravo deve ser esse. Ali a cólera troveja imprecações de uma grandeza bíblica; a ironia chispa como o aço de um estilete; cada frase traspassa os algozes como a ponta ervada de uma seta. Aquela fronte elevadamente humana fez-se de fera, para sacudir o vilipêndio imerecido; e aos lábios, contrariados por um amargor incomparável, crer-se-ia ver assomarem-lhe a cada palavra laivos de sangue do coração, mortalmente retalhado".
Foi, no dizer de Euclides da Cunha, o "batedor avantajado dos pensamentos de seu tempo".